# 科尔拉特
科尔拉特，是匈牙利包尔绍德-奥包乌伊-曾普伦州所辖的一个村。总面积7.94平方公里，总人口294，人口密度37.0人/平方公里（2011年1月1日）。